# هماوردی فوتبال برزیل و آرژانتین
تیم‌های ملی فوتبال آرژانتین و برزیل رقبای دیرینه و سنتی یکدیگر در منطقهٔ آمریکای جنوبی هستند. تقابل‌های این دو تیم، حتی رویارویی‌هایی که دوستانه هستند، سرشار از حساسیت و اهمیت هستند و به «نبرد تیم‌های آمریکای جنوبی» مشهور شده است. فیفا هماوردی این دو تیم را «جوهرهٔ رقابت فوتبالی» نامیده است.
از آنجا که برزیل و آرژانتین از خلاق‌ترین بازیکنان تاریخ فوتبال برخوردار بوده‌اند و از قوی‌ترین تیم‌های ملی به‌شمار می‌روند، رویارویی آنها همواره برای هواداران فوتبال شایان توجه بوده است.